# Troma Entertainment
A Troma Entertainment egy filmkészítéssel foglalkozó vállalkozás, amit Lloyd Kaufman és Michael Herz alapított 1974-ben. A rendezői csoport kifejezetten az alacsony költségvetésű, független produkciókat támogatta, melyek közül sok kultuszfilmmé avanzsált. A filmek nagy része Hollywoodban is ismertté vált, annak ellenére, hogy a produkciók nem éppen a mainstream vonalat követik.

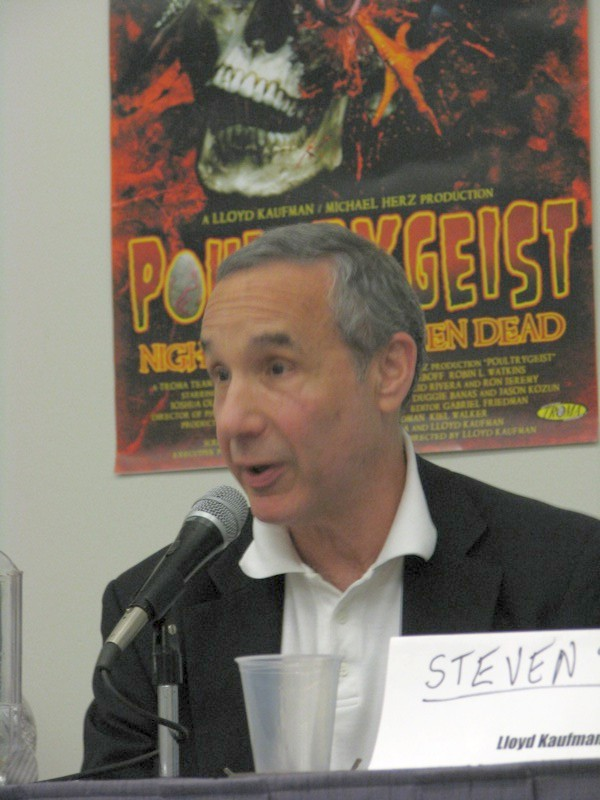
Lloyd Kaufman, a Troma világának megalkotója

Lloyd Kaufman, a Troma feje és műfajteremtő rendezője mindig nagy figyelmet fordított a tehetségek felkutatására és támogatására: Kevin Costner, Samuel L. Jackson, Marisa Tomei, Trey Parker és Matt Stone – néhány név azok közül, akik pályájuk elején Kaufmannal dolgoztak. A Troma filmek olyan, ma már világhírű rendezőket ihlettek meg, mint Peter Jackson és Quentin Tarantino.
2000-ben indult útjára TromaDance elnevezésű filmfesztivál, azzal a céllal, hogy népszerűsítsék és elérhetővé tegyék a független független filmeket a nézők számára. A fesztiválon több országból érkeznek filmek bemutatásra, melyek közül a legjobbakat minden évben a "Best of TromaDance" sorozat keretében kiadják. Ezzel együtt a fesztiválon Kaufman és társai szemináriumokkal, és sokszor pénzbeli támogatásokkal segítik a fiatal, pályakezdő filmeseket.
A Troma filmek leginkább a sokkoló képi világukról ismeretesek, sokan éppen ezért az ún. "exploitation" filmek kategóriájába sorolják őket. A jelenetek gyakran nyílt szexuális tartalommal bírnak, sok az erőszakos és durva képsor a filmekben. Ennek ellenére a Troma produkciók némelyikét kivételesen nagy hatású műveknek tartják (Toxic Avenger, Sergeant Kabuki NYPD, Troma's War). A filmek, amellett, hogy szokatlan dramaturgiával és néhol visszataszító képi világgal rendelkeznek, gyakran hogy fontos társadalmi kérdésekre hívják fel a figyelmet (környezetszennyezés, atomenergia, homoszexualitás, hermafroditák).
A Troma szlogenje: "A jövő filmjei".

## A "Toxic Avenger"
A "Toxic Avenger" a Troma Entertainment leghíresebb alkotása. Először 1984 végén adták ki The Toxic Avenger címmel, és az egyik leghíresebb B-filmmé nőtte ki magát. Az első vetítések teljes érdektelenség mellett zajlottak, majd 1985-ben, egy hosszú és sikeres éjféli vetítéssorozat a híres New York-i Bleecker Street Cinemas termében meghozta a várva várt sikert a filmnek.
1986-ban a kanadai filmszövetség betiltotta a film nyilvános vetítését. Az a szokatlan helyzet állt elő, hogy a zártkörű vetítésen a bizottság tagjai maguk kérték a vetítés megszakítását, mivel szerintük a film rendkívül sértő volt a kisebbségek, a nők a fiatalok és a mozgássérültek számára. A tilalmat néhány évvel később feloldották.
A film sikerén felbuzdulva még három film és egy animációs sorozat készült folytatásként. 2023-ban mutatták be a karakter új feldolgozását, amiben a főbb szerepeket Peter Dinklage, Elijah Wood, Taylour Paige, Jacob Tremblay és Kevin Bacon alakítják.

## A Troma filmjei
Néhány ismertebb alkotás:
- Toxic Avenger – sorozat
  - The Toxic Avenger
  - The Toxic Avenger Part II.
  - The Toxic Avenger Part III.: The Last Temptation of Toxie
  - Toxic Crusaders (animációs sorozat)
  - Citizen Toxie: The Toxic Avenger Part IV.
- Tromeo And Juliet
- Cannibal! The Musical
- Blood Sucking Freaks